# Pilea fendleri
Pilea fendleri är en nässelväxtart som beskrevs av Ellsworth Paine Killip. Pilea fendleri ingår i släktet pileor, och familjen nässelväxter. Inga underarter finns listade i Catalogue of Life.